# Paul Rink

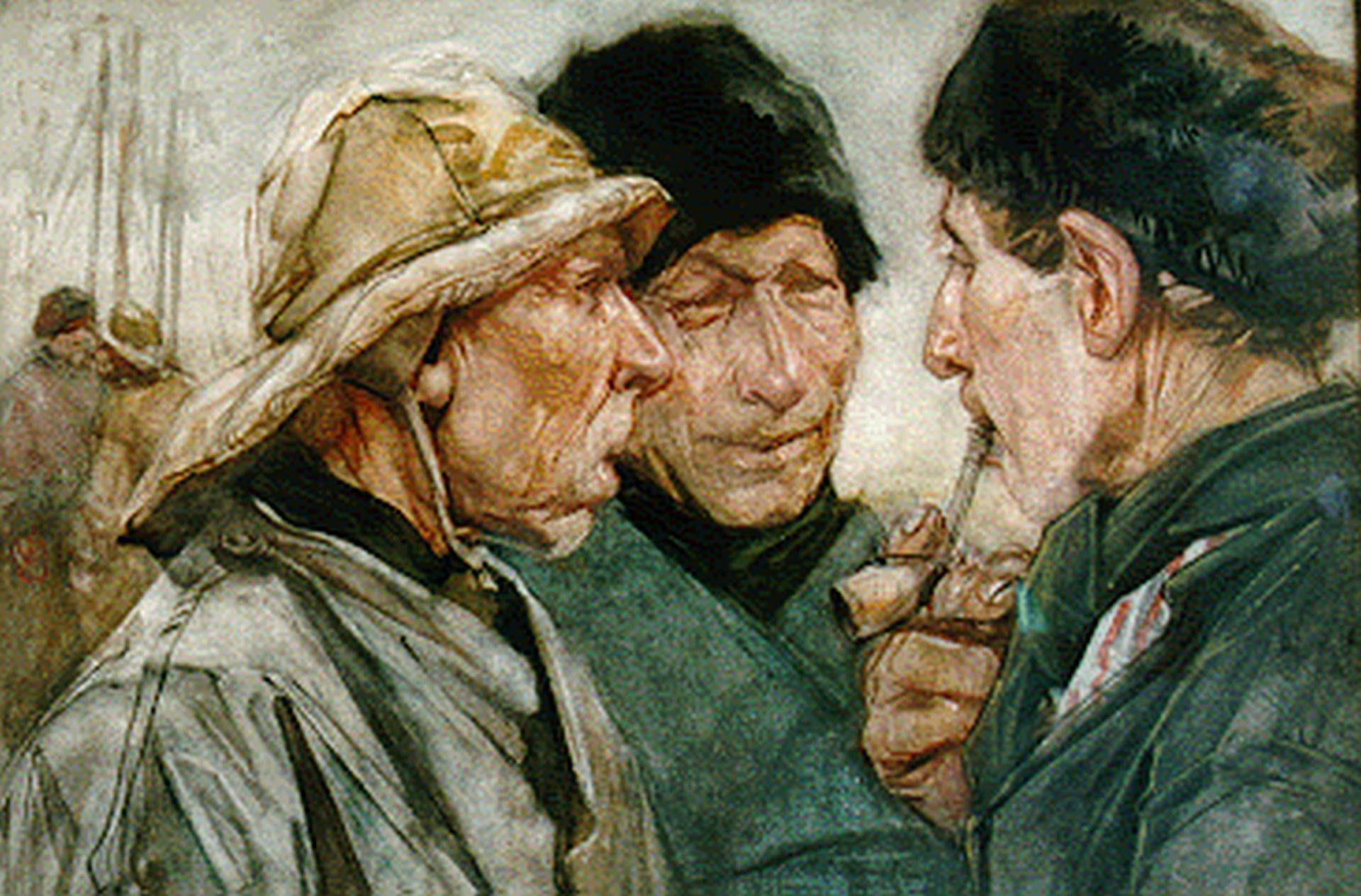
Drei Fischer aus Volendam

Paul Rink (* 25. Dezember 1861 in Veghel; † 2. September 1903 in Edam-Volendam) war ein niederländischer Porträt- und Genremaler. Sein Œuvre umfasst Figurendarstellungen, Landschaften, Porträts, Historiendarstellungen und Stadtansichten, Mythologie, Stillleben und Aktstudien.
Er war eines von sechs Kindern von Carel Wouter Jan Rink, Apotheker, und seiner Frau Gerarda Arnolda van Bronckhorst.
Nach dem Malunterricht bei Josephus Benjamin Weingartner in Oosterhout besuchte Rink die Zeichenakademie in Den Haag und die Zeichenakademie in Antwerpen. Rink studierte danach an der Koninklijke Academie van Beeldende Kunsten in Den Haag bei Johan Philip Koelman und an der Rijksakademie van beeldende kunsten Amsterdam bei Nicolaas van der Waay.
1887 erhielt Rink den Prix de Rome der Rijksakademie van beeldende kunsten Amsterdam, der ihm Studienreisen durch Italien, Nordafrika, Spanien und Frankreich ermöglichte, die er 1889 aufgrund des Todes seiner Mutter unterbrach.
1899 heiratete er die Malerin Cornelia Gerardina Boellaard. 1902 arbeitete Rink in Hattem, Gelderland. Nach seinem Aufenthalt in Hattem ließ sich Rink in Edam nieder, wo ihn das Fischerleben rund um die Zuiderzee-Dörfer Edam und Volendam faszinierte.
Er unterrichtete drei Malerinnen: Anna Carolina van den Berg, Cornelia Gerardina Boellaard und Margot van Hasselt.
Paul Rink starb im Alter von 41 Jahren.